# أديلايد سيتي
أديلايد سيتي (بالإنجليزية: Adelaide City Football Club)‏ هو نادي كرة قدم أسترالي تم إنشاؤه في سنة 1946 الميلادية وشارك في الدوري الجنوب الأسترالي الممتاز. وحاز على لقب دوري أبطال أوقيانوسيا في نسخته الأولى عام 1987.